# Glyptostrobus europaeus
Espèce
Classification phylogénétique
Glyptostrobus europaeus est une espèce fossile de plante du genre Glyptostrobus et de la famille des Cupressaceae dont on trouve les fossiles dans l'hémisphère nord. La seule espèce vivante du genre Glyptostrobus pensilis, arbre de Chine.

## Description
Glyptostrobus europaeus est une plante à feuilles caduques et perd ses rameaux de façon saisonnière. Il porte des feuilles de trois types : cupressoïde (écaille), cryptoméroïde (aiguille) et taxodioïde (plat et oblong), ainsi que de deux types de transition (crypto-cupressoïde et crypto-taxodioïde). Toutes sont disposées en spirale, mais certaines sont tordues à la base pour se situer dans deux rangs horizontaux.
Les cônes porteurs de graines sont pyriformes (en forme de poire) et peuvent atteindre 20 mm de long et 10 mm de large. Ils consistent en des écailles ligneuses imbriquées de forme approximativement triangulaire et sont portés en extrémité sur des rameaux courts aux feuilles semblables à des écailles. Les graines ont une longueur maximale de 13 mm et une largeur de 7 mm, elles sont ailées et triangulaires ou en forme de hachette. Les cônes pollinifères sont petits et globuleux, atteignant 3 mm de long et 3 mm de large. Ils consistent en des écailles imbriquées à pointe aiguë, incurvée et sont portés sur des rameaux courts, arrangés en alternance avec des feuilles en forme d'écailles.

## Âge et répartition
Les fossiles de Glyptostrobus europaeus se trouvent dans les sédiments du Crétacé inférieur (étage de l'Aptien) jusqu'au Pléistocène en Europe, au Groenland, en Amérique du Nord et en Asie. Pendant toute la période tertiaire, le genre Glyptostrobus est une composante majeure des forêts septentrionales des basses terres et des zones marécageuses, où il coexistait souvent avec Metasequoia occidentalis.